# برماسیل
برماسیل (به انگلیسی: Bromacil) با فرمول شیمیایی C۹H۱۳BrN۲O۲ یک ترکیب شیمیایی است؛ که جرم مولی آن ۲۶۱٫۱۱۵۷ g/mol می‌باشد. شکل ظاهری این ترکیب، Odorless, colorless to white, بلورهای جامد است.